# Drużynowe Mistrzostwa Polski w Podnoszeniu Ciężarów Mężczyzn 2022
Drużynowe Mistrzostwa Polski w Podnoszeniu Ciężarów Mężczyzn 2022 – 56. edycja rozgrywek ligowych w podnoszeniu ciężarów, rozgrywana w 2022 roku oraz podzielona na dwie grupy: północną i południową.

## Klasyfikacja

### Grupa północna
| Msc. | Klub                  | Wynik   |
| ---- | --------------------- | ------- |
| 1.   | Tarpan Mrocza         | 7874,57 |
| 2.   | Impuls Warszawa       | 6839,13 |
| 3.   | Zawisza Bydgoszcz     | 6259,28 |
| 4.   | Budowlani Nowy Tomyśl | 5809,46 |
| 5.   | Lotnik Warszawa       | 4017,28 |

### Grupa południowa
| Msc. | Klub                      | Wynik   |
| ---- | ------------------------- | ------- |
| 1.   | Górnik Polkowice          | 8351,87 |
| 2.   | KS Raszyn                 | 6478,80 |
| 3.   | UMLKS Radomsko            | 6978,83 |
| 4.   | Tytan Oława               | 6151,15 |
| 5.   | Andaluzja Piekary Śląskie | 4477,68 |